# ТЕЦ Гдиня-3
ТЕЦ Гдиня-3 (ЕС-3) — теплоелектроцентраль, котра опалює однойменне місто на півночі Польщі.
В 1936-му в Гдині стала до ладу перша електростанція, яку в 1942-му, під час німецької окупації, доповнили другою ТЕС. Вони пропрацювали більш ніж півстоліття й були виведені з експлуатації в 1996 та 1997 роках відповідно. На той час у місті вже діяла ТЕЦ Гдиня-3, що почала роботу в 1974-му як котельня на мазуті з двома паровими котлами OO-70 потужністю по 47 МВт виробництва компанії Fakop (Сосновець). Наступного року їх доповнили двома водогрійними котлами PTWM-50 потужністю по 58 МВт радянського виробництва (так само розрахованими на мазут), а в 1978-му став до ладу вугільний водогрійний котел WP-120 з показником 140 МВт, постачений компанією Rafako (Рацибуж).
У 1980-му майданчик Гдиня-3 перетворили на теплоелектроцентраль, яка мала блок типу BC-50 з вугільним котлом ОР-230 виробництва Rafako та турбіною 13UP55 номінальною потужністю 55 МВт, що надійшла від Zamech (Ельблонг). У 1990-му ТЕЦ доповнили другим таким же блоком, після чого її електрична й теплова потужність досягли 110 МВт та 547 МВт відповідно.
Станом на середину 2010-х один з котлів PTWM-50 вже був виведений з експлуатації, а у 2019-му теплова потужність станції зменшилась ще більше та дорівнювала 462 МВт.